# Micronetinae
Micronetinae Hull, 1920 è una sottofamiglia di ragni appartenente alla famiglia Linyphiidae.

## Distribuzione
Gli 89 generi oggi noti di questa sottofamiglia sono molto diffusi nel mondo, specialmente il genere Lepthyphantes, tanto da rendere questa sottofamiglia pressoché cosmopolita. A seguire, molto diffusi sono anche il genere Drapetisca (regione olartica e Oceania) e i generi Helophora, Incestophantes, Macrargus, Maro, Megalepthyphantes, Oreonetides, Oryphantes, Poeciloneta, Saaristoa, Tapinopa e Tenuiphantes reperiti in diverse località dell'intera regione olartica.

## Tassonomia

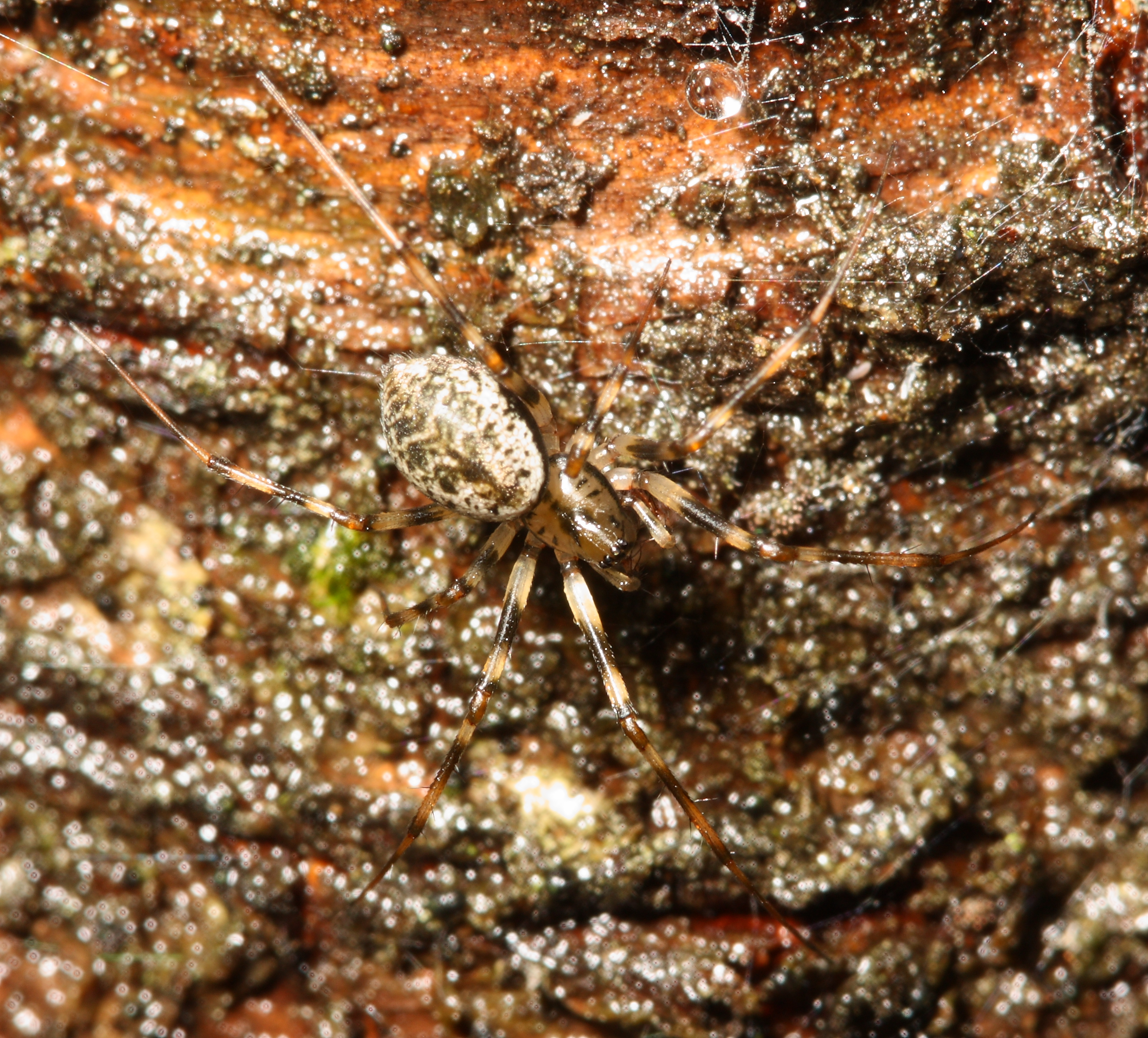
Drapetisca alteranda

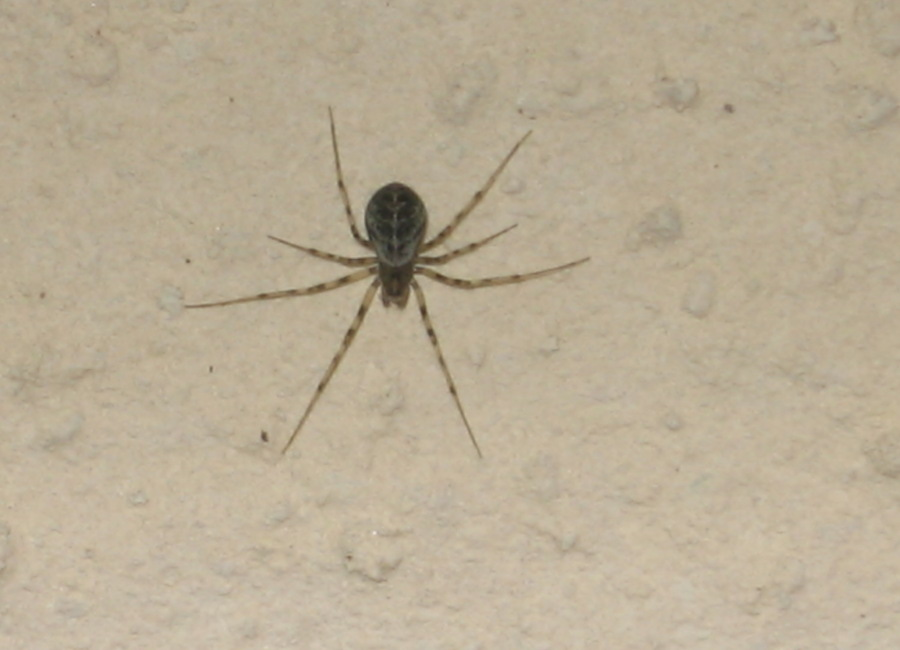
Drapetisca socialis, femmina

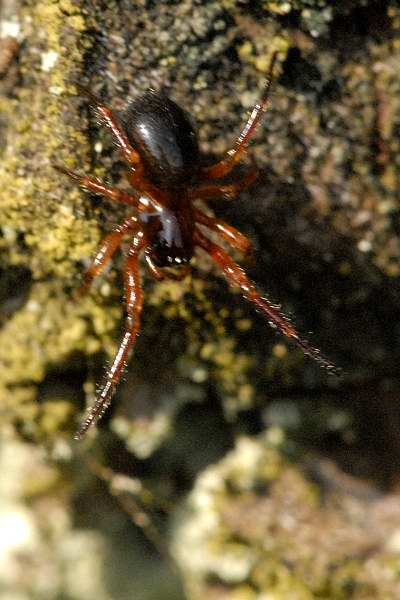
Centromerus sylvaticus

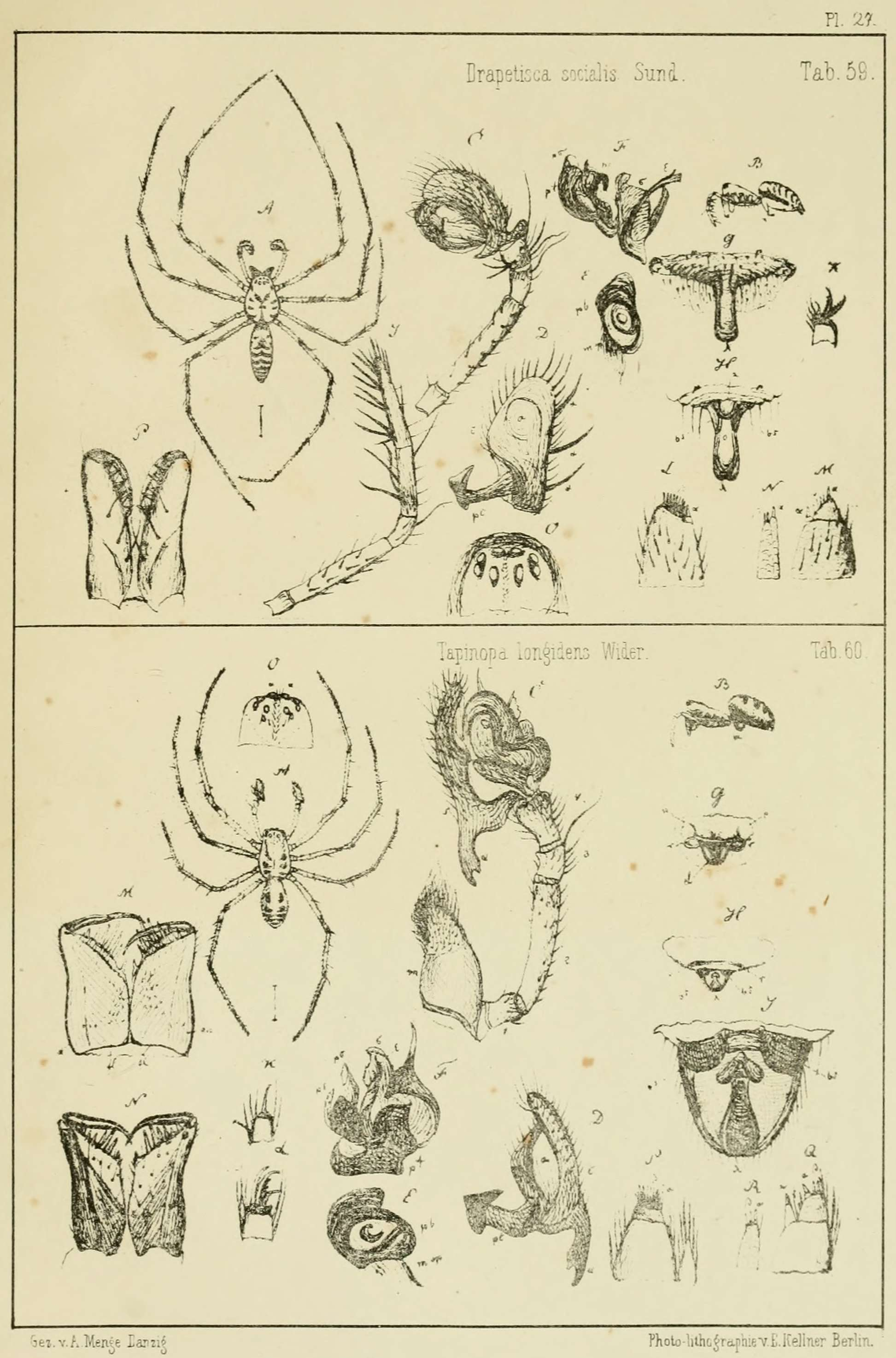
Drapetisca socialis, in alto e Tapinopa longidens, in basso

A dicembre 2014, gli aracnologi sono concordi nel suddividerla in 91 generi:
1. Abiskoa Saaristo & Tanasevitch, 2000 - regione paleartica (genere monospecifico)
2. Acanoides Sun, Marusik & Tu, 2014 - Cina (2 specie)
3. Acanthoneta Eskov & Marusik, 2014 - USA, Canada, Russia, Cina (3 specie)
4. Agnyphantes Hull, 1932 - regione paleartica, Canada (2 specie)
5. Agyneta Hull, 1911 - Europa, Asia, America settentrionale, Africa (21 specie)
6. Agyphantes Saaristo & Marusik, 2004 - Russia asiatica (2 specie)
7. Anguliphantes Saaristo & Tanasevitch, 1996 - regione paleartica (16 specie)
8. Anibontes Chamberlin, 1924 - USA (2 specie)
9. Antrohyphantes Dumitrescu, 1971 - Europa orientale (prevalentemente Bulgaria) (3 specie)
10. Arcuphantes Chamberlin & Ivie, 1943 - Asia orientale (prevalentemente Giappone) e America settentrionale (42 specie)
11. Ascetophantes Tanasevitch & Saaristo, 2006 - Nepal (genere monospecifico)
12. Australophantes, Tanasevitch, 2012 - Indonesia (Sulawesi), Queensland (genere monospecifico)
13. Bifurcia Saaristo, Tu & Li, 2006 - Cina (4 specie)
14. Birgerius Saaristo, 1973 - Francia, Spagna (genere monospecifico)
15. Bolephthyphantes Strand, 1901 - regione paleartica, Groenlandia (3 specie)
16. Bolyphantes C. L. Koch, 1837 - regione paleartica (16 specie)
17. Bordea Bosmans, 1995 - Francia, Spagna, Portogallo (3 specie)
18. Canariphantes Wunderlich, 1991 - Europa, Africa settentrionale, isole Canarie (7 specie e 1 sottospecie)
19. Capsulia Saaristo, Tu & Li, 2006 - Cina (genere monospecifico)
20. Centromerita Dahl, 1912[4] - regione paleartica, Canada (2 specie)
21. Centromerus Dahl, 1886 - Asia, Europa, Africa settentrionale, America settentrionale, Micronesia (84 specie e due sottospecie)
22. Centrophantes Miller & Polenec, 1975 - Europa (2 specie)
23. Claviphantes Tanasevitch & Saaristo, 2006 - Nepal (2 specie)
24. Cornicephalus Saaristo & Wunderlich, 1995 - Cina (genere monospecifico)
25. Crispiphantes Tanasevitch, 1992 - Corea, Russia, Cina (2 specie)
26. Decipiphantes Saaristo & Tanasevitch, 1996 - Russia, Finlandia, Mongolia (genere monospecifico)
27. Denisiphantes Tu, Li & Rollard, 2005 - Cina (genere monospecifico)
28. Doenitzius Oi, 1960 - Corea, Giappone, Russia, Cina (2 specie)
29. Drapetisca Menge, 1866 - regione olartica, Oceania (5 specie)
30. Eldonnia Tanasevitch, 2008 - Russia, Corea, Giappone (genere monospecifico)
31. Epigyphantes Saaristo & Tanasevitch, 2004 - Russia (genere monospecifico)
32. Episolder Tanasevitch, 1996 - Russia (genere monospecifico)
33. Fageiella Kratochvil, 1934 - Europa sudorientale, Serbia (2 specie)
34. Fistulaphantes Tanasevitch & Saaristo, 2006 - Nepal (genere monospecifico)
35. Flagelliphantes Saaristo & Tanasevitch, 1996 - regione paleartica, Russia (3 specie)
36. Floronia Simon, 1887 - Asia, Europa, Ecuador (6 specie)
37. Formiphantes Saaristo & Tanasevitch, 1996 - Europa (genere monospecifico)
38. Helophora Menge, 1866 - regione olartica (5 specie)
39. Helsdingenia Saaristo & Tanasevitch, 2003 - Africa, Asia meridionale, Asia sudorientale (4 specie)
40. Herbiphantes Tanasevitch, 1992 - Russia, Corea, Giappone (3 specie)
41. Himalaphantes Tanasevitch, 1992 - Asia meridionale e orientale, Russia (4 specie)
42. Improphantes Saaristo & Tanasevitch, 1996 - Europa, Asia, Africa e America settentrionale (18 specie)
43. Incestophantes Tanasevitch, 1992 - regione olartica (prevalentemente America settentrionale, Europa, Russia) (22 specie)
44. Indophantes Saaristo & Tanasevitch, 2003 - Asia (Borneo, Nepal, India, Sumatra, Pakistan, Cina) (12 specie)
45. Kagurargus Ono, 2007 - Giappone (genere monospecifico)
46. Labullula Strand, 1913 - Africa centrale, Camerun, Angola, isole Comore (genere monospecifico)
47. Lepthyphantes Menge, 1866 - regione olartica (166 specie)
48. Lidia Saaristo & Marusik, 2004 - Kazakistan, Kirgizistan (2 specie)
49. Locketidium Jocqué, 1981 - Kenya, Tanzania, Malawi (3 specie)
50. Lotusiphantes Chen & Yin, 2001 - Cina (provincia di Hunan) (genere monospecifico)
51. Macrargus Dahl, 1886 - regione olartica (7 specie)
52. Mansuphantes Saaristo & Tanasevitch, 1996 - regione paleartica (13 specie)
53. Maorineta Millidge, 1988 - Oceania (prevalentemente Nuova Zelanda) e Indonesia (Celebes) (9 specie)
54. Maro O. Pickard-Cambridge, 1906 - regione olartica (16 specie)
55. Martensinus Wunderlich, 1973 - Nepal (2 specie)
56. Megalepthyphantes Wunderlich, 1994 - regione olartica (15 specie)
57. Meioneta Hull, 1920[5] - cosmopolita (149 specie e 1 sottospecie)
58. Mesasigone Tanasevitch, 1989 - Russia, Iran, dal Kazakistan alla Cina (genere monospecifico)
59. Microneta Menge, 1869 - Europa, America, Asia, Oceania (15 specie)
60. Midia Saaristo & Wunderlich, 1995 - Europa (Inghilterra, Francia, Danimarca, Repubblica Ceca, Polonia e Romania) (genere monospecifico)
61. Molestia Tu, Saaristo & Li, 2006 - Cina (genere monospecifico)
62. Mughiphantes Saaristo & Tanasevitch, 1999 - regione paleartica (Europa centrale, Russia, Nepal, Cina, Afghanistan) (60 specie)
63. Neonesiotes Millidge, 1991 - Oceania (Isole Caroline, Isole Marshall, Isole Samoa, Isole Figi) e Oceano Indiano (Isole Seychelles) (2 specie)
64. Nesioneta Millidge, 1991 - Oceania (Isole Caroline, Isole Figi, Isole Marshall), Asia meridionale (Sri Lanka, Celebes, Vietnam), Isole Seychelles, Emirati Arabi Uniti (8 specie)
65. Nippononeta Eskov, 1992 - Asia orientale (Giappone, Russia, Corea, Mongolia, Cina) (22 specie)
66. Nothophantes Merrett & Stevens, 1995 - Inghilterra (genere monospecifico)
67. Obscuriphantes Saaristo & Tanasevitch, 2000 - regione paleartica (3 specie)
68. Oreonetides Strand, 1901 - regione olartica (Russia, Europa centrale, America settentrionale) (17 specie)
69. Oreophantes Eskov, 1984 - USA, Canada (genere monospecifico)
70. Oryphantes Hull, 1932 - regione olartica (5 specie)
71. Palliduphantes Saaristo & Tanasevitch, 2001 - regione paleartica (57 specie)
72. Parameioneta Locket, 1982 - Asia orientale (Cina, Vietnam) e sudorientale (Malesia) (2 specie)
73. Parawubanoides Eskov & Marusik, 1992 - Russia asiatica, Mongolia (genere monospecifico)
74. Piniphantes Saaristo & Tanasevitch, 1996 - regione paleartica (8 specie)
75. Poeciloneta Kulczyński, 1894 - regione olartica (prevalentemente Russia, USA, Cina e Canada) (18 specie)
76. Ryojius Saito & Ono, 2001 - Giappone e Cina (3 specie)
77. Saaristoa Millidge, 1978 - regione olartica (5 specie)
78. Sachaliphantes Saaristo & Tanasevitch, 2004 - Russia, Cina, Giappone (genere monospecifico)
79. Sengletus Tanasevitch, 2008 - Iran, Egitto, Israele (2 specie)
80. Spiralophantes Tanasevitch & Saaristo, 2006 - Nepal (genere monospecifico)
81. Syedra Simon, 1884 - regione paleartica ed ecozona afrotropicale (8 specie)
82. Tallusia Lehtinen & Saaristo, 1972 - regione paleartica (5 specie)
83. Tapinopa Westring, 1851 - regione olartica ed ecozona orientale (7 specie)
84. Tchatkalophantes Tanasevitch, 2001 - Asia centrale, orientale e meridionale (10 specie)
85. Tennesseellum Petrunkevitch, 1925 - USA, Canada, Alaska, isole Marshall (genere monospecifico)
86. Tenuiphantes Saaristo & Tanasevitch, 1996 - regione olartica, Tanzania (42 specie)
87. Theoa Saaristo, 1995 - isole Seychelles, Malesia (genere monospecifico)
88. Theonina Simon, 1929 - regione paleartica (Europa, Russia, Africa settentrionale) (3 specie)
89. Troglohyphantes Joseph, 1882 - regione paleartica (128 specie e cinque sottospecie)
90. Typhlonyphia Kratochvil, 1936 - Europa orientale, Croazia (genere monospecifico con 1 sottospecie)
91. Vagiphantes Saaristo & Tanasevitch, 2004 - Asia centrale (Kirghizistan e Uzbekistan) (genere monospecifico)

### Generi trasferiti, inglobati
- Acanthoneta Eskov & Marusik, 1992;[1][6]
- Rhabdoria Hull, 1911;[7][1]
- Theoneta Eskov & Marusik, 1991;[1][8]